# Charles J. Pedersen
Charles John Pedersen (Busan, Corea 1904 - Salem, EUA 1989) fou un químic estatunidenc guardonat amb el Premi Nobel de Química l'any 1987.

## Biografia
Va néixer el 3 d'octubre de 1904 a la ciutat de Busan, situada avui dia al sud-est de Corea del Sud però que en aquells moments formava una única nació, fill de pare noruec i mare japonesa. El 1920 es traslladà als Estats Units per fer estudis d'enginyeria química a la Universitat de Dayton, a l'estat nord-americà d'Ohio. Posteriorment realitzà el seu doctorat en química orgànica a l'Institut Tecnològic de Massachusetts.
Des de 1925 fins a la seva jubilació l'any 1969 treballà a l'empresa química Du Pont. Pedersen morí el 26 d'octubre de 1989 a la seva residència de Salem, situat a l'estat de Nova Jersey, a conseqüència d'un càncer.

## Recerca científica
A la dècada del 1960 assolí la síntesi química d'un grup de compostos orgànics, els quals va denominar èters corona per la forma de la seva estructura: un anell flexible d'àtoms de carboni intercalats a intervals regulars d'anells d'oxigen. La seva recerca va demostrar que era possible fabricar en un laboratori molècules que poden reaccionar selectivament amb altres àtoms i compostos, tal com ho fan els enzims en els organismes vius.
L'any 1987 fou guardonat amb el Premi Nobel de Química, juntament amb el químic nord-americà Donald J. Cram i el francès Jean-Marie Lehn, pel desenvolupament i utilització de molècules d'interacció d'alta selectivitat.